# 4874 Burke
4874 Burke è un asteroide della fascia principale del diametro medio di circa 18,5 km. Scoperto nel 1991, presenta un'orbita caratterizzata da un semiasse maggiore pari a 2,6016757 UA e da un'eccentricità di 0,1251251, inclinata di 14,67067° rispetto all'eclittica.